# Niceritrol
A niceritrol (INN) koleszterin- és trigliceridcsökkentő gyógyszer. A vér lp(a)(en)-szintjét csökkenti.

## Hatásmód
A nikotinsav (B3-vitamin) és a pentaeritrit észtere. A szervezetben hidrolizálódik. A keletkező nikotinsav értágító és koleszterincsökkentő hatású. A niceritrolnak jóval kevesebb a mellékhatása, mint a szájon át szedett nikotinsavnak.
(B3-vitaminból a felnőtt férfi számára szükséges napi adag 16 mg. Koleszterincsökkentésre ennek a százszorosát adják; lásd alább. Ekkora adagnál már viszonylag gyakoriak a mellékhatások.)

## Adagolás
A szokásos kezdő adag felnőttnél napi 3×250 mg, fokozatosan 3×1000 mg-ra növelve.
Mellékhatások: emésztőrendszeri panaszok, arcpír.
300 mg aszpirinnel együtt adva jelentősen csökkenthetők a szer mellékhatásai.

## Készítmények
Nemzetközi forgalomban:
- Bufor
- Cardiolipol
- Perycit

Magyarországon nincs forgalomban.